# Иаков Хотов
Иаков Хотов (или Хотович) — новгородский воевода XIV века.
В 1347 году шведы подступили к Орешку, Иаков был поставлен одним из воевод новгородской рати. Ей не удалось помешать шведам взять Орешек.
В 1348 вместе с другими новгородцами выступил в поход против шведского короля Магнуса на берегу Ижоры; в 1349 был посажен новгородцами во взятом у шведов Орехове.
В 1350 году Новгород весной устроил удачный набег на Выборг; в числе воевод рати был Иаков.